# Esiliiga 2015
Die Esiliiga 2015 war die 25. Spielzeit der zweithöchsten estnischen Fußball-Spielklasse der Herren. Sie begann am 8. März und endete am 8. November 2015.

## Modus
Die Liga umfasste wie in der Vorsaison zehn Teams. Dabei traten die Mannschaften an 36 Spieltagen jeweils vier Mal gegeneinander an. Der Tabellenerste FC Flora Tallinn II sowie der FC Levadia Tallinn II und FC Infonet Tallinn II waren als zweite Mannschaften nicht aufstiegsberechtigt. Somit stieg JK Tarvas Rakvere als Viertplatzierter direkt in die Meistriliiga auf, der Fünftplatzierte JK Tallinna Kalev spielte in der Relegation gegen den Neunten der Meistriliiga JK Tammeka Tartu. Der Letzte und Vorletzte stiegen in die drittklassige Esiliiga B ab, der Achte musste in die Relegation gegen den Abstieg.

## Vereine
JK Tallinna Kalev war aus der Meistriliiga abgestiegen. Jõhvi FC Lokomotiv stieg ebenfalls aus der Meistriliiga ab, startete aber in der vierten Liga neu. Daher durfte JK Vaprus Vändra als Neunter der letzten Saison in der Esiliiga bleiben. Aus der Esiliiga B kamen der FC Santos Tartu und der FC Infonet Tallinn II hinzu.
| Verein                | Stadt      | Stadion                    | Kapazität |
| --------------------- | ---------- | -------------------------- | --------- |
| JK Tallinna Kalev     | Tallinn    | Kalevi Keskstaadion        | 11.5000   |
| FC Flora Tallinn II   | Tallinn    | A. Le Coq Arena            | 10.5000   |
| FC Levadia Tallinn II | Tallinn    | Maarjamäe staadion         | 1.000     |
| FC Infonet Tallinn II | Tallinn    | Infoneti lasnamäe staadion | 1.200     |
| FC Irbis Kiviõli      | Kiviõli    | Kiviõli staadion           | 0180      |
| FC Kuressaare         | Kuressaare | Kuressaare linnastaadion   | 2.000     |
| FC Santos Tartu       | Tartu      | Tamme staadion             | 1.600     |
| FC Nõmme Kalju II     | Nõmme      | Hiiu staadion              | 0500      |
| JK Tarvas Rakvere     | Rakvere    | Rakvere Linnastaadion      | 2.300     |
| JK Vaprus Vändra      | Vändra     | Vändra staadion            | 0307      |

## Abschlusstabelle
| Pl. | Verein                    | Sp. | S  | U  | N  | Tore    | Diff. | Punkte |
| --- | ------------------------- | --- | -- | -- | -- | ------- | ----- | ------ |
| 1.  | FC Flora Tallinn II       | 36  | 22 | 6  | 8  | 076:400 | +36   | 72     |
| 2.  | FC Levadia Tallinn II     | 36  | 22 | 5  | 9  | 118:570 | +61   | 71     |
| 3.  | FC Infonet Tallinn II (N) | 36  | 20 | 6  | 10 | 108:480 | +60   | 66     |
| 4.  | JK Tarvas Rakvere         | 36  | 12 | 11 | 13 | 052:530 | −1    | 47     |
| 5.  | JK Tallinna Kalev (A)     | 36  | 13 | 7  | 16 | 047:590 | −12   | 46     |
| 6.  | FC Nõmme Kalju II         | 36  | 14 | 4  | 18 | 050:560 | −6    | 46     |
| 7.  | FC Irbis Kiviõli 1        | 36  | 13 | 5  | 18 | 060:870 | −27   | 44     |
| 8.  | FC Santos Tartu (N)       | 36  | 12 | 6  | 18 | 056:830 | −27   | 42     |
| 9.  | JK Vaprus Vändra          | 36  | 11 | 5  | 20 | 043:800 | −37   | 38     |
| 10. | FC Kuressaare             | 36  | 10 | 7  | 19 | 048:950 | −47   | 37     |

Platzierungskriterien: 1. Punkte – 2. zugesprochene Siege – 3. Siege – 4. Direkter Vergleich (Punkte, Tordifferenz, geschossene Tore) – 5. Tordifferenz – 6. geschossene Tore – 7. Fair-Play
| (A) | Absteiger aus der Meistriliiga 2014 |
| (N) | Neuaufsteiger aus der Esiliiga B    |

## Relegation
Aufstieg
Die Spiele fanden am 18. und 25. November 2015 statt.
|                  | Gesamt |                   | Hinspiel | Rückspiel |
| ---------------- | ------ | ----------------- | -------- | --------- |
| JK Tammeka Tartu | 4:2    | JK Tallinna Kalev | 4:1      | 0:1       |

Beide Vereine blieben in ihren jeweiligen Ligen.
Abstieg
FC Santos Tartu blieb in der Esiliiga, nachdem JK Kalev Sillamäe II freiwillig zurückzog.

## Torschützenliste
| Pl. | Name                    | Mannschaft            | Tore |
| --- | ----------------------- | --------------------- | ---- |
| 01. | Eduard Golovljov        | FC Infonet Tallinn II | 41   |
| 02. | Mark Oliver Roosnupp    | FC Levadia Tallinn II | 21   |
| 02. | Juhan Jograf Siim       | FC Flora Tallinn II   | 21   |
| 04. | Nikita Koger            | FC Levadia Tallinn II | 19   |
| 04. | Henry Rohtla            | FC Levadia Tallinn II | 19   |
| 06. | Sergei Akimov           | JK Tarvas Rakvere     | 16   |
| 06. | Vitali Gussev           | FC Irbis Kiviõli      | 16   |
| 08. | Sander Laht             | FC Kuressaare         | 14   |
| 08. | Aleksei Mamontov        | FC Irbis Kiviõli      | 14   |
| 10. | Jevgeni Gurtšioglujants | FC Infonet Tallinn II | 13   |
| 10. | Silver Alex Kelder      | JK Tallinna Kalev     | 13   |